# چماز

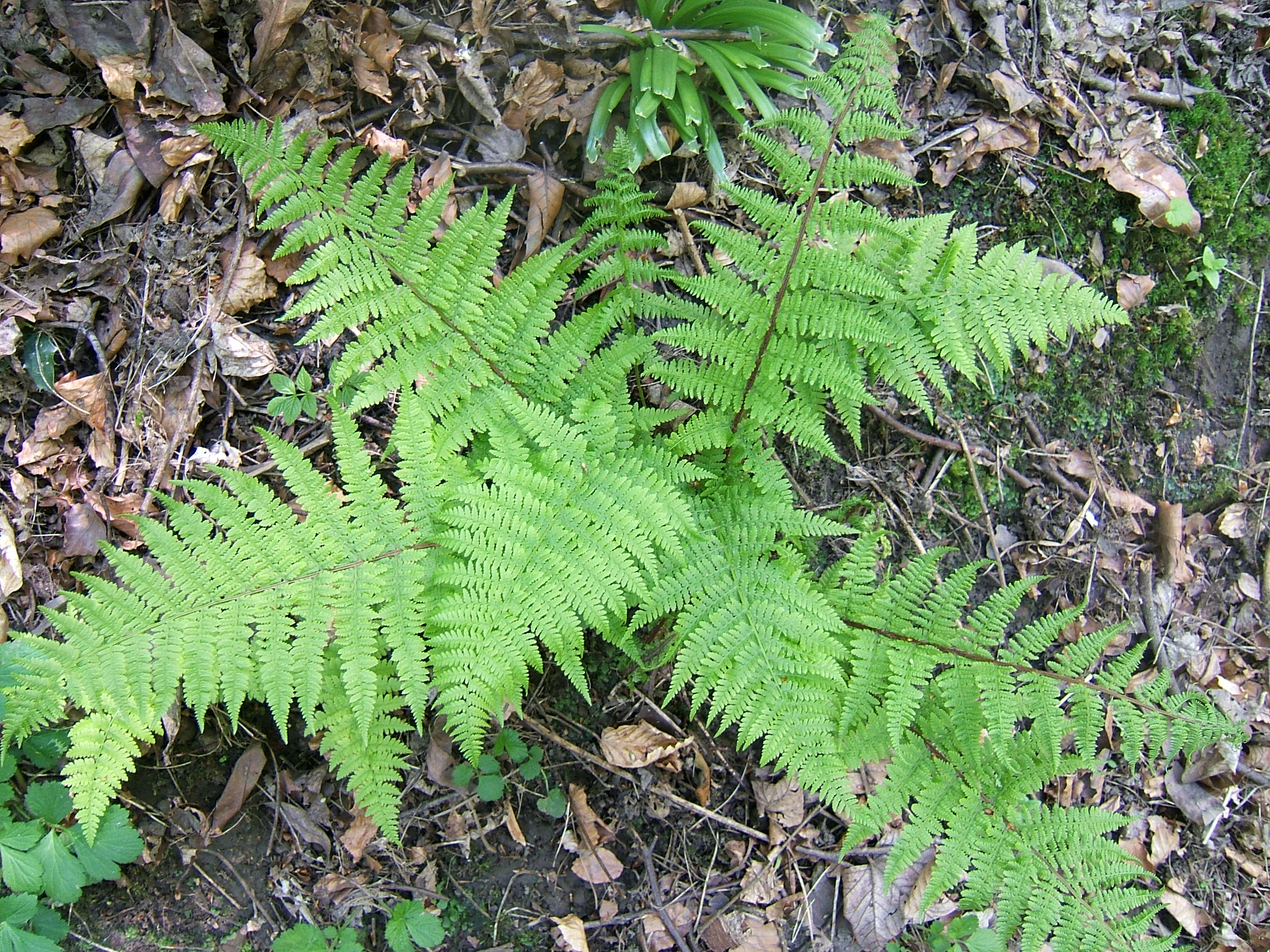
نمونه از چماز

چَمّاز نوعی سرخس است که بیشتر در استان مازندران و در قسمت غربی این استان می روید.

## وجه تسمیه
در زبان مازندرانی هم معنی نوعی از گیاه سرخس را می‌دهد. این گیاه در فصل بهار در همه جای استان مازندران به فراوانی می‌روید. ضمناً نام "چماز" پیشوند بسیاری از روستاهای مازندران است؛ برای مثال "چمازکتی"، "چمازکلا" و...
برخی نیز معتقدند که نام چمستان، یکی از شهرهای غرب استان مازندران، در ابتدا چمازستان بوده و طی مدت‌های طولانی دگرگون شده و به این نام تغییر یافته‌است.

## ویژگی‌های گیاه
این گیاه شامل ریزوم‌های زیرزمینی افقی، قوی و خزنده است . ساقه کرکدار و در گونه‌های مختلف ارتفاع آن 200-40 سانتی متر است. در شرایط رشد ایده آل دیده شده این گیاه شاخه‌هایی در حدود 4 متر داشته‌است. برگ‌های بزرگ، به طول متوسط یک متر و به صورت دو بار شانه ای با 20-10 جفت برگچه متقابل و دمبرگ دراز دیده می‌شوند.
چماز در کناره‌های باغ‌ها و زمین‌هایی که در آن کشاورزی صورت نمی‌گیرد به شکل گسترده‌ای رشد می‌کند. سرخس‌ها دارای برگ‌های زیبایی هستند و بوی مطلوبی دارند، ولی معمولاً به عنوان علف هرز تلقی می‌شوند.

## تفاوت باکرف
برخی "چماز" را با سرخس عقابی (با نام علمی:Pteridium aquilinum) که کرف نوعی از آن است و در زبان مازندانی کرف نامیده می‌شود، اشتباه می‌گیرند ولی این دو گیاه متفاوت از یکدیگرند.